# Рот (Рейн-Лан)
Рот (нем. Roth) — община в Германии, в земле Рейнланд-Пфальц.
Входит в состав района Рейн-Лан. Подчиняется управлению Катценельнбоген. Население составляет 177 человек (на 31 декабря 2010 года). Занимает площадь 3,40 км².